# Аарон, Пьетро
Пье́тро Аарон, также А́рон (итал. Pietro Aaron / Aron) (около 1480 года, Флоренция — после 1545 года, Венеция или Флоренция) — итальянский теоретик музыки.

## Очерк биографии и творчества
Судя по фамилии, имел еврейское происхождение. О крещении, детстве и юности Арона биографических данных нет. Нет достоверной информации и о музыкальном образовании Арона — по всей вероятности, он был самоучкой. В возрасте примерно 35 лет, будучи священником в Имоле, Арон написал на родном языке свой первый трактат о музыке, который перевёл на латынь гуманист Дж. А. Фламинио под заглавием «Основы гармоники, в трёх книгах» (лат. Libri tres de institutione harmonica). Трактат был издан в Болонье в 1516 году.
В том же году, пользуясь покровительством папы Льва X, Арон основал в Риме школу пения. С 1521 года служил руководителем церковного хора в соборе Имолы. В 1523 году был каноником в Римини. В 1529 году принял монашеский постриг в Ордене Святого Иоанна. С 1523 по 1534 год жил в Венеции. В 1535 году переехал в Падую. С 1536 по 1540 год жил в монастыре в Бергамо, откуда снова переехал в Венецию, где умер в 1545 году. По другой версии он скончался во Флоренции, куда вернулся из Венеции.
Написал и издал ряд музыкально-теоретических трактатов (все — на итальянском языке), вызвавших полемику в музыкальных кругах того времени. Особенную известность в Италии приобрёл трактат Арона о контрапункте и мензуральной нотации «Тосканец о музыке» (итал. Il Toscanello delia musica), который впервые был издан в Венеции в 1523 году. Активно переписывался с Дж. Спатаро, в 1529 году предпринял второе издание «Тосканца», в котором учёл замечания Спатаро.
«Трактат о природе и познании всех тонов многоголосной музыки» (итал. Trattato della natura et cognitione di tutti gli tuoni di canto figurato), изданный в 1525 в Венеции, поднимает острую проблему идентификации церковных тонов в многоголосной музыке. Изданный в 1545 трактат «Разъяснение некоторых древних и современных суждений о музыке» (итал. Lucidario in musica di alcune opinione antiche e moderne) написан как полемический ответ на критику работ Арона, высказанную признанным учёным музыкантом Франкино Гафури. Справочник «Краткий обзор... наставлений о... музыке» (итал. Compendiolo di molti dubbi, segreti, et sentenze intorno al canto fermo et figurato), изданный в Милане без указания даты, считается последним (возможно, изданным посмертно) его трудом.
С одной стороны, отсутствием у Арона систематического образования объясняются несколько сумбурное изложение теоретических вопросов и непоследовательность в их трактовке, на которые указывают современные исследователи (внутренние противоречия в трактовке музыкального строя у Арона, например, чётко показывает Марк Линдли). С другой стороны, то же отсутствие образования ставят Арону в заслугу (Бонни Блэкбёрн) — именно теоретическая «незашоренность», непосредственность восприятия позволила ему сделать ряд интересных наблюдений над музыкальной практикой, которые отсутствуют в трудах его более «маститых» коллег.

## Сочинения

Гравюра из трактата П. Арона "Тосканец о музыке" (1529)

- Основы гармоники в трёх книгах (лат. Libri tres de institutione harmonica, 1516)
- Тосканец о музыке (итал. Toscanello de la musica, 1523). 2-е издание (с дополнением), 1529; 1531 (репринт 2-го издания). 3-е издание, 1539; 1562 (репринт 3-го издания). Английский перевод (сводный, с учётом всех изданий): Toscanello in music, translated by P. Bergquist. Colorado Springs, 1970.
- Трактат о природе и познании всех тонов многоголосной музыки (итал. Trattato della natura et cognitione di tutti gli tuoni di canto figurato, 1525)
- Разъяснение некоторых древних и современных суждений о музыке (итал. Lucidario in musica di alcune opinione antiche e moderne, 1545)
- Краткий обзор многих вопросов, секретов и наставлений, касающихся одноголосной и многоголосной музыки (итал. Compendiolo di molti dubbi, segreti, et sentenze intorno al canto fermo et figurato, 1547?)